# Lista de vulcões da Guiné Equatorial
Esta é uma lista de vulcões ativos e extintos na Guiné Equatorial.
| Nome        | Elevação | Elevação | Localização        | Última erupção |
| Nome        | metros   | pés      | Coordenadas        | Última erupção |
| San Carlos  | 2260     | 7415     | 3° 21′ N, 8° 31′ L | Holoceno       |
| San Joaquin | 2009     | 6590     | 3° 21′ N, 8° 38′ L | Holoceno       |
| Pico Basilé | 3007     | 9865     | 3° 35′ N, 8° 45′ L | 1923           |